# Pionites leucogaster
Il caicco ventrebianco (Pionites leucogaster (Kuhl, 1820)) è un uccello della famiglia degli Psittacidi, diffuso nella parte meridionale del bacino del Rio delle Amazzoni.

## Descrizione
Ha la stessa taglia del P. melanocephalus, attorno ai 23 cm, ma sembra più piccolo e slanciato per la struttura più affusolata e leggera: ha un cappuccio giallo-arancio che copre la testa e il collo, dove sommità del capo e nuca sono arancio intenso, mentre guance e collo sono gialli, dello stesso giallo del sottocoda. Il petto e il ventre sono bianchi, i calzoni, le ali e il dorso verdi. Ha anello perioftalmico rosato, iride arancio, becco rosato e zampe grigie. I soggetti immaturi hanno becco grigio, segni brunastri sul capo e i colori in generale più pallidi.

## Biologia
Il suo habitat ideale è costituito dalle foreste a galleria lungo i corsi d'acqua, ma si adatta anche alle foreste secondarie decidue. Si muove in coppie, piccoli gruppi familiari o piccoli stormi che preferiscono stazionare sulle cime degli alberi più alti. Nidifica negli alberi cavi, molto in alto, fino a 30 metri di altezza. La femmina depone normalmente 2 uova che vengono incubate per 23 giorni. I piccoli s'involano attorno all'ottava settimana dalla schiusa.

## Distribuzione e habitat
Il suo areale è collocato nella parte meridionale del bacino del Rio delle Amazzoni e comprende: Brasile (tra Rio delle Amazzoni e Mato Grosso), Bolivia nord-occidentale, Perù orientale ed est dell'Ecuador.

## Tassonomia
È classificato in tre sottospecie:
- P. l. leucogaster, sottospecie nominale descritta;
- P. l. xanthurus, identificabile per la coda e i calzoni gialli e la colorazione più pallida di tutto il piumaggio;
- P. l. xanthomerius, simile alla sottospecie nominale ma con i calzoni gialli e l'arancio del capo più scuro.